# Кравчук, Александр (историк)
Александр Кравчук (пол. Aleksander Krawczuk; 7 июня 1922, Краков — 27 января 2023, Краков) — польский историк, писатель
, государственный деятель.

## Биография
Во время Второй мировой войны был солдатом Армии Крайовой. В 1949 окончил философско-исторический факультет Ягеллонского университета в Кракове. Работал в этом же университете, специализировался по истории античности. С 1985 — профессор. Опубликовал много научных и научно-популярных работ по древней истории, а также романы на исторические темы и эссе.
В 1986—1989 был министром культуры Польши в правительствах Збигнева Месснера и Мечислава Раковского. С 1991 по 1997 — депутат Сейма от Союза демократических левых сил. Состоял в ассоциации «Кузница».
11 ноября 1997 был награждён Большим крестом Ордена Возрождения Польши. В 2009 получил золотую медаль «За заслуги в культуре Gloria Artis».

## Труды
- Kolonizacja sullańska, Ossolineum, Wrocław 1960
- Gajusz Juliusz Cezar, Ossolineum, Wrocław 1962
- Cesarz August, Ossolineum, Wrocław 1964

- Император Август : Роман. М. : Радуга, 1994. 284, [1] с. (Исторический роман). ISBN 5-05-004225-9.

- Neron, Czytelnik, Warszawa 1965

- Нерон : Исторический роман. М. : Радуга, 1989. 294, [1] с. ISBN 5-05-002370-X.

- Herod, król Judei, Wiedza Powszechna, Warszawa 1965
- Perykles i Aspazja, Ossolineum, Wrocław 1967

- Перикл и Аспазия. М. : Наука, 1991. 271 с. ISBN 5-02-010002-1.

- Siedmiu przeciw Tebom, PIW, Warszawa 1968
- Sprawa Alkibiadesa, Czytelnik, Warszawa 1968
- Kleopatra, Ossolineum, Wrocław 1969

- Закат Птолемеев. М. : Наука, 1973. 215 с. (По следам исчезнувших культур Востока).

- Wojna Trojańska: Mit i historia, Wiedza Powszechna, Warszawa 1969

- Троянская война : Миф и история. М. : Наука, 1991. 223 с. (По следам исчезнувших культур Востока). ISBN 5-02-016589-1.

- Konstantyn Wielki, Wiedza Powszechna, Warszawa 1970
- Pan i jego filozof. Rzecz o Platonie, PIW, Warszawa 1970
- Ród Konstantyna, Wiedza Powszechna, Warszawa 1972
- Sennik Artemidora, Ossolineum, Wrocław 1972
- Tytus i Berenika, Czytelnik, Warszawa 1972
- Julian Apostata, Wiedza Powszechna, Warszawa 1974
- Rzym i Jerozolima, Czytelnik, Warszawa 1974
- Mity, mędrcy, polityka, PIW, Warszawa 1975
- Maraton, Wiedza Powszechna, Warszawa 1976
- Ostatnia Olimpiada, Ossolineum, Wrocław 1976
- Upadek Rzymu. Księga wojen, Ossolineum, Wrocław 1978
- Starożytność odległa i bliska, «Pax», Warszawa 1980
- Mitologia starożytnej Italii, Wydawnictwa Artystyczne i Filmowe, Warszawa 1982
- Ród Argeadów, Wyd. Literackie, Kraków 1982
- Stąd do starożytności, Wydawnictwa Radia i Telewizji, Warszawa 1985
- Poczet Cesarzy Rzymskich, Iskry, Warszawa 1986

- Галерея римских императоров. Принципат. Москва : Астрель ; Екатеринбург : У-Фактория, 2010. 511 с. (Историческая библиотека). ISBN 978-5-9757-0496-2. ISBN 978-5-271-26532-7.
- Галерея римских императоров. Доминат. Москва : Астрель ; Екатеринбург : У-Фактория, 2011. 444, [2] с. (Историческая библиотека). ISBN 978-5-9757-0536-5. ISBN 978-5-271-34252-3.

- Opowieści o zmarłych. Cmentarz Rakowicki, KAW, Kraków 1987
- Groby Cheronei, Wyd. Poznańskie, Poznań 1988
- Alfabet Krawczuka Mitologiczny, «Cracovia», Kraków 1991
- Rzymianki, Polczek, Kraków 1992
- Poczet cesarzy bizantyjskich, Iskry, Warszawa 1992

- Галерея византийских императоров. Екатеринбург : У-Фактория ; Москва : Астрель, 2011. 414, [1] с. (Историческая библиотека). ISBN 978-5-9757-0537-2. ISBN 978-5-271-35364-2.

- Kronika starożytnego Rzymu, Iskry, Warszawa 1994
- Kronika Rzymu i Cesarstwa Rzymskiego, Iskry, Warszawa 1997
- Poczet cesarzowych Rzymu, Iskry, Warszawa 1998

- Галерея римских императриц. Екатеринбург : У-Фактория ; Москва : Астрель, 2010. 318 с. (Историческая библиотека). ISBN 978-5-9757-0528-0. ISBN 978-5-271-29074-9.

- Rzym, Kościół, cesarze, Iskry, Warszawa 2000
- Polska za Nerona, Iskry, Warszawa 2002
- Spotkania z Petroniuszem, Iskry, Warszawa 2005